# 23752 Jacobshapiro
23752 Jacobshapiro là một tiểu hành tinh vành đai chính với chu kỳ quỹ đạo là 1264.6002934 ngày (3.46 năm).
Nó được phát hiện ngày 22 tháng 5 năm 1998.